# Доменіко Пронья
Доменіко Пронья (італ. Domenico Progna, нар. 7 серпня 1963, Сан-Донато-ді-Лечче) — італійський футболіст, що грав на позиції захисника, зокрема за «Аталанту», а також молодіжну збірну Італії. По завершенні ігрової кар'єри — тренер.
Володар Кубка Мітропи. 

## Клубна кар'єра
Народився 7 серпня 1963 року в місті Сан-Донато-ді-Лечче. Вихованець футбольної школи клубу «Лечче». Дорослу футбольну кар'єру розпочав 1980 року в основній команді того ж клубу, в якій провів два сезони, взявши участь у 15 матчах чемпіонату. 
Згодом з 1982 року грав за «Кампобассо», з якого 1985 року перейшов до вищолігової «Пізи». 1986 року виграв у складі цієї команди титул володаря Кубка Мітропи.
Своєю грою привернув увагу представників тренерського штабу «Аталанти», до складу якої приєднався 1986 року. Відіграв за бергамський клуб наступні п'ять сезонів своєї ігрової кар'єри. Більшість часу, проведеного у складі «Аталанти», був основним гравцем захисту команди.
Завершив ігрову кар'єру у команді «Барі», за яку виступав протягом 1991—1993 років.

## Виступи за збірні
1981 року провів два матчі у складі юнацької збірної Італії (U-20). Був учасником тогорічного молодіжного чемпіонату світу.
Протягом 1984–1986 років залучався до складу молодіжної збірної Італії. На молодіжному рівні зіграв у 10 офіційних матчах. Виборов срібні нагороди молодіжного Євро-1986.

## Кар'єра тренера
Розпочав тренерську кар'єру, повернувшись до футболу після невеликої перерви, 2001 року, очоливши тренерський штаб команди «Венафро», де пропрацював з 2001 по 2002 рік.
Згодом працював ще в декількох нижчолігових клубах, працюючи у тому числі з молодіжними командами.

## Титули і досягнення
- Володар Кубка Мітропи (1):

«Піза»: 1986